# Gran Piemonte 2020
Il Gran Piemonte 2020, centoquattresima edizione della corsa valevole come quindicesima prova dell'UCI ProSeries 2020 categoria 1.Pro e come quarta prova della Ciclismo Cup 2020, si svolse il 13 agosto 2020 su un percorso di 187 km con partenza da Santo Stefano Belbo e arrivo a Barolo. La vittoria fu appannaggio del neozelandese George Bennett, che completò il percorso in 4h38'23" alla media di 40,304 km/h, precedendo l'italiano Diego Ulissi e l'olandese Mathieu van der Poel.
Sul traguardo di Barolo 94 ciclisti, sui 124 partiti da Santo Stefano Belbo, portarono a termine la competizione.

## Squadre e corridori partecipanti
| N.    | Cod. | Squadra                     |
| ----- | ---- | --------------------------- |
| 1-7   | AFC  | Alpecin-Fenix               |
| 11-17 | ANS  | Androni Giocattoli-Sidermec |
| 22-27 | AST  | Astana Pro Team             |
| 31-37 | BRD  | Bardiani CSF                |
| 41-47 | CCC  | CCC Team                    |
| 51-57 | CWG  | Circus-Wanty Gobert         |
| 61-67 | DQT  | Deceuninck-Quick Step       |
| 71-77 | GAZ  | Gazprom-RusVelo             |
| 81-87 | ISN  | Israel Start-Up Nation      |

| N.      | Cod. | Squadra              |
| ------- | ---- | -------------------- |
| 91-97   | MTS  | Mitchelton-Scott     |
| 101-107 | MOV  | Movistar Team        |
| 111-117 | ITA  | Italia               |
| 121-127 | NTT  | NTT Pro Cycling Team |
| 131-137 | INS  | Team Ineos           |
| 141-147 | TJV  | Team Jumbo-Visma     |
| 151-157 | TGS  | Trek-Segafredo       |
| 161-167 | UAD  | UAE Team Emirates    |
| 171-177 | THR  | Vini Zabù KTM        |

## Ordine d'arrivo (Top 10)
| Pos. | Corridore            | Squadra    | Tempo    |
| ---- | -------------------- | ---------- | -------- |
| 1    | George Bennett       | Jumbo      | 4h38'23" |
| 2    | Diego Ulissi         | UAE        | s.t.     |
| 3    | Mathieu van der Poel | Alpecin    | a 4"     |
| 4    | Aleksandr Vlasov     | Astana     | s.t.     |
| 5    | Simon Geschke        | CCC        | s.t.     |
| 6    | Alex Aranburu        | Astana     | s.t.     |
| 7    | Dries Devenyns       | Deceuninck | s.t.     |
| 8    | Robert Stannard      | Mitchelton | a 7"     |
| 9    | Giulio Ciccone       | Trek       | s.t.     |
| 10   | Attila Valter        | CCC        | s.t.     |